# Vokationisten
Die Gemeinschaft der Vokationisten, auch Vokationistenpatres und Vokationistenschwestern, (lateinisch Societas Divinarum Vocationum; italienisch Società delle divine vocazioni; Ordenskürzel SDV) ist eine römisch-katholische Ordensgemeinschaft von Priestern sowie Laien (Männer und Frauen). Es ist ein Institut des geweihten Lebens.

## Geschichte
Der katholische Geistliche Giustino Russolillo gründete in Pianura, einem Stadtteil Neapels, am 18. Oktober 1920 die Gemeinschaft Vokationistenpatres mit Geistlichen und Brüdern. Am 2. Oktober 1921 folgte die Gründung der Frauengemeinschaft der Vokationistenschwestern. Am 18. Januar 1966 erfolgte das Decretum laudis, die offizielle Anerkennung der Gemeinschaften als Institut des geweihten Lebens.

## Orden heute
Die Tätigkeit der Gemeinschaft ist die Mission, religiösen Berufungen Orientierung zu geben, dies vor allem mit den Armen. Sie sind in Italien, Brasilien, USA, Argentinien, Nigeria, Philippinen, Indien, Madagaskar, Kolumbien, Ecuador, Indonesien, Großbritannien und Chile tätig. 
Derzeit (2014) besteht die Gemeinschaft aus 248 Geistlichen und 460 Laienbrüdern. Der Hauptsitz befindet sich in der Via Cortina d'Ampezzo 140 in Rom.
Der Gründer der Gemeinschaft wurde 2011 durch Benedikt XVI. seliggesprochen am 15. Mai 2022 von Papst Franziskus heilig gesprochen.